# 奈良県立医科大学の人物一覧
奈良県立医科大学の人物一覧は奈良県立医科大学に関係する人物の一覧記事。

## OB・OG

### 卒業生・修了生
- 江本正志 - 群馬大学医学部保健学科教授（医学博士号取得）
- 川副浩平 - 岩手医科大学心臓血管外科教授・聖路加国際病院ハートセンターセンター長（医学部卒業）
- 丹羽仁史 - 熊本大学発生医学研究所教授（医学部卒業）
- 南淵明宏 - 心臓外科医（医学部卒業）

### 医師・医学者
- 忽那賢志 - 元附属病院医師、大阪大学大学院医学系研究科教授
- 白鳥常男 - 名誉教授、元病院長。

### 芸術
- 手塚治虫　漫画家（医学博士号取得）
- 茨木保　漫画家（医学博士号取得）

この項目は、ウィキプロジェクト 大学のテンプレートを使用しています。